# Platambus dembickyi
Platambus dembickyi är en skalbaggsart som beskrevs av Michel Brancucci 2006. Platambus dembickyi ingår i släktet Platambus och familjen dykare. Inga underarter finns listade i Catalogue of Life.